# نیل‌لک‌لکان
نیل‌لک‌لکان (نام علمی: Balaenicipitidae) نام یک خانواده از راسته پلیکان‌سانان است.